# 新市街道 (京山市)
新市镇，是中华人民共和国湖北省荆门市京山市下辖的一个乡镇级行政单位。

## 行政区划
新市镇下辖以下地区：
云杜社区、文笔峰社区、钟鼓楼社区、三角洲社区、东关社区、城畈社区、新阳社区、凤凰堰社区、白谷洞村、洪泉村、鄢郝村、四岭村、荷花堰村、丁家塝村、高岭村、熊滩村、陈八字村、大竹村、天王村、八字门村、胜境村、汪家拐村、龙泉山村、火龙村和小焕岭村。